# Paul Billik
Paul Billik (Haatsch, 27 marzo 1891 – Staaken, 8 marzo 1926) è stato un militare e aviatore tedesco, asso dell'aviazione durante la prima guerra mondiale con 31 vittorie.

## Biografia

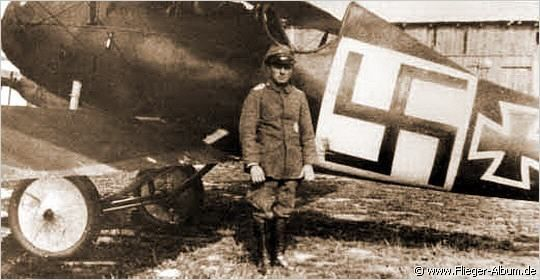
Paul Billik davanti al suo Albatros D.V. nel 1916.

Nacque a Haatsch il 27 marzo 1891, figlio di Franz, di professione contadino. Frequentò la scuola elementare e poi quella secondaria a Ratibor fino al 1910. Si arruolò nel Deutsches Heer nel 1911, assegnato al 4. Schlesischen Infanterie-Regiment Nr. 157 dell'esercito prussiano e fu di stanza a Brzeg, congedandosi come Unteroffizier nel 1912.
All'inizio della prima guerra mondiale rientrò in servizio nel reggimento andò in combattimento con esso sul fronte occidentale. Nel novembre 1915 fu promosso sottotenente per merito di guerra. Nel maggio 1916, si trasferì alla Fliegertruppe per l'addestramento aeronautico presso il Fliegerersatz-Abteilung 4.
Da gennaio al 26 marzo 1917 volò in pattugliamenti difensivi presso la Schutzstaffel 4 e si addestrò a pilotare aerei da caccia monoposto. Il 1º aprile 1917 entrò in servizio presso la Jagdstaffel 12, presto al comando dell'oberleutnant Adolf Ritter von Tutschek. Gli fu assegnato come velivolo un caccia Albatros D.V che personalizzò con la sua insegna portafortuna, una svastica pre-nazista.
Il 30 aprile conseguì la sua prima vittoria abbattendo un caccia Sopwith Pup pilotato dall'asso del Royal Naval Air Service Flight Sub-Lieutenant John Joseph Malone. Abbatté altri tre caccia avversari prima di essere trasferito alla Jagdstaffel 7, allora al comando di Josef Jacobs, il 3 luglio 1917, insignito della Croce di Ferro di prima classe.
Volando su un Fokker Dr.I abbatté un aereo in agosto, due in settembre, rimanendo ferito il 7 ottobre e rivendicando l'ottava vittoria il 12 dicembre.
Il 28 dicembre fu nominato comandante della nuova Jagdstaffel 52. Sebbene la maggior parte dei suoi piloti fossero novizi in addestramento aeronautico, portò con sé quattro piloti dalla sua vecchia unità, insieme a uno schema di colori per aerei con fusoliere nere per i Pfalz D.III della Jasta. Il Pfalz era un aereo poco brillante, ma egli fu abbastanza astuto da modificare le tattiche di combattimento per minimizzarne i limiti. Il 7 febbraio 1918 portò la sua nuova unità, ormai soprannominata "Squadrone Nero", a Bersée per supportare le operazioni della 6. Armee.
A partire dal 9 marzo 1918, e per cinque mesi, conseguì ulteriori 24 vittorie, inclusi i successi su quattro assi britannici.
Il 28 marzo, abbatté il capitano John Lightfoot Trollope del No. 43 RAF Squadron, che sopravvisse divenendo prigioniero di guerra ma dovette subire l'amputazione della mano sinistra.
Il 19 maggio, in uno scontro aereo in cui i tedeschi erano in inferiorità numerica, abbatté l'asso maggiore Albert Desbrisay Carter del No. 19 RAF Squadron, che sopravvisse divenendo prigioniero di guerra. Il 21 giugno 1918, colpì l'ala del Royal Aircraft Factory S.E.5a dell'asso britannico capitano William Jameson Cairnes facendolo precipitare verso terra in vite; Cairnes (del No. 74 RAF Squadron) non sopravvisse.
L'8 luglio abbatté l'aereo al comando dell'asso capitano Arthur Claydon del NO. 32 RAF Squadron. Fu in questo periodo che la Jagdstaffel 52 ricevette i Fokker D.VII e Dr.I.
Il 25 luglio fu insignito della Croce di Cavaliere dell'Ordine di Hohenzollern.
Il 10 agosto 1918, in un vorticoso e confuso combattimento aereo, fu abbattuto e fatto prigioniero. Era stato raccomandato per la concessione dell'Ordine Pour le Mérite quando il suo punteggio aveva raggiunto le 20 vittorie, ma la sua cattura rese la cosa impossibile.
Nel valutare i risultati di Billik come asso della caccia, egli trionfò su pochi avversari con aerei inferiori e molti con aerei superiori. Un Albatros o un Pfalz erano considerati aerei da combattimento più scadenti del Sopwith Camel, Royal Aircraft Factory S.E.5a o Sopwith Dolphin, eppure Billik abbatté nove Camel, sette SE.5a e due Dolphin. Al contrario, abbatté solo sei bombardieri tra i suoi 31 punteggi, tutti velivoli moderni e ben armati.
Rilasciato nel 1919 rientrò in Germania riprendendo la sua attività di pilota nell'aviazione civile. Partecipò a diverse manifestazioni di volo sportive conseguendo diversi premi, l'ultimo al Giro di Germania del 1925, dove vinse la prima tappa con un U 10 dell'Udet -Flugzeugbau. Lavorò come pilota collaudatore per la fabbrica di aerei di Ernest Udet a Monaco di Baviera fino al 1925, quando passò all'aviazione commerciale e lavorò per la Deutsche Aero Lloyd. Il 6 gennaio 1926 la fusione tra Deutsche Aero Lloyd e Junkers Luftverkehr diede vita alla Deutsche Luft Hansa AG.
L'8 marzo 1926 ebbe un incidente durante un volo di prova con un Junkers F 13 per la Luft Hansa all'aeroporto di Staaken vicino a Berlino. Quando l'aereo toccò il suolo, il serbatoiodel carburante scoppiò e il velivolo prese fuoco. Il pilota rimase intrappolato nell'aereo e perì tra le fiamme. Il suo corpo fu sepolto nel cimitero degli Invalidi di Berlino.

### Annotazioni
1. ↑  In questo combattimento Billik rimase leggermente ferito.

### Fonti
1. 1 2 3 4 5 6 7 8 9 10 11 12 13 14 15  Franks, Bailey, Guest 1993, p. 74.
2. ↑  The Aerodrome.
3. 1 2  Fandavion.
4. 1 2 3 4 5 6 7 8 9  Nowiny.
5. ↑  El Poder.